# 6月20日 (旧暦)
旧暦6月20日は旧暦6月の20日目である。六曜は先勝である。

## できごと
- 天正18年（グレゴリオ暦1590年7月21日） - 天正遣欧少年使節の一行が帰国[要出典]。
- 承応3年（グレゴリオ暦1654年7月21日） - 玉川上水が完成[要出典]

## 忌日
- 天慶4年（ユリウス暦941年7月17日） - 藤原純友、瀬戸内海の海賊首領
- 宝暦元年（グレゴリオ暦1751年7月12日） - 徳川吉宗、江戸幕府8代将軍・5代紀伊藩主（* 1684年）